# 宮本賢
宮本 賢（みやもと けん、1984年7月18日 - ）は、岡山県岡山市出身の元プロ野球選手（投手）。

## 経歴

### プロ入り前
小学2年生からソフトボールを始め、4年生で投手。6年生時には岡山県選抜チームで全国大会準優勝（準決勝まで全試合完全試合を達成）。岡山市立竜操中学校時代にはヤングカープ岡山（硬式：ヤングリーグ所属）のエースとしてチームを県大会3位に導いた。
その後関西高等学校に進み、選抜高等学校野球大会に2度出場（2001年に行われた第73回大会と2002年に行われた第74回大会）。特に第74回大会では選手宣誓を行い、主将兼エースとしてベスト4進出に貢献した。春夏連続出場を狙った夏の岡山大会準決勝の玉野光南高等学校戦でサヨナラ本塁打を打たれ敗れた。
早稲田大学入学後は打力を評価され外野手へ転向したが、1年秋には本人の希望もあって投手に復帰。2003年秋のリーグ戦では全てリリーフ登板ながら14イニングを無失点に抑え、チームの4連覇に貢献した。以降も同期の大谷智久と共に主力として投げ続け、2度のベストナイン（2005年春季、2006年秋季）、最優秀防御率（2005年春季）に輝いた。2006年には早大では織田淳哉以来となる投手での主将（第96代）に就任。チームを東京六大学野球秋季リーグ戦優勝、明治神宮野球大会準優勝に導いた。打力も良いため、投手ながら五番打者として先発出場したことや、一塁手として出場したこともある。東京六大学通算58試合登板23勝6敗、防御率1.71、249奪三振。23勝は、早大の左投手では和田毅、藤井秀悟に次ぐ数字。最高速146km/hの直球と2種類のスライダーなど多彩な変化球を武器とする強気の投球が持ち味。
和泉実・早稲田実業学校高等部硬式野球部監督の手記によると、2006年の選抜高校野球大会で打ち込まれた斎藤佑樹（当時早稲田実業硬式野球部・後にプロでチームメイトになる。）に当時の早大主将だった宮本が助言をし、これを受けて斎藤は膝を折り曲げて腰の位置を強制的に落とす投球フォームに改造した。これによって重心が安定してコントロールが良くなったことが夏の大会での優勝につながったという。
2006年のプロ野球ドラフト会議（大学生・社会人ほか対象）を前に北海道日本ハムファイターズが希望入団枠制度を行使し、宮本との契約を締結した（同年11月7日公示）。

### プロ入り後
プロ一年目である2007年シーズンはファームで経験を積んだ。しかし16試合に登板し、2勝0敗、防御率6.09と結果を残せなかった。16試合中先発登板は8試合あったが、防御率は6.95という低成績だった。だが一方でウィンターリーグでは16試合の登板数に対して、防御率は0.31と結果を残した。
2008年シーズンは初めて一軍マウンドを踏み、9試合に登板し0勝0敗で防御率は5.40、ファームでも23試合に登板するも0勝5敗で防御率は5.76と一年目と同様結果を残せなかった。
2009年シーズンは一軍で自己最多となる12試合に登板し、防御率は3.07とまずまずの成績を残した。一方このシーズンはファームで31試合に登板し、2勝3敗3セーブ、防御率は4.40の成績を残している。
2010年シーズンは一軍登板は8月29日のオリックス戦1試合のみ、しかも打者1人のみの登板に終わる。ファームでは27試合に登板しているが、1勝2敗防御率6.12という成績だった。
2011年シーズンより投球フォームをサイドスローにして挑んだが、一軍登板はなく、ファームのみでの登板に終わった（21試合登板1勝0敗、防御率4.32）。
2012年シーズンも一軍登板はなく、ファームで50試合に登板し1勝1敗、防御率5.14の成績に終わる。10月23日、市川卓、関口雄大とともに戦力外通告を受けた。

### 引退後
引退した翌年の2013年よりファイターズの二軍マネジャーを務めたが、千葉県内の路上で女性に乱暴したとして、同年11月12日に強姦の疑いで千葉県警に逮捕された。球団は「接見した代理人および親族を通じ、逮捕容疑を認めていることを確認した。当球団の社会的信用を失墜させた上に社会に大きな不安を与えた責任は重い」として、15日付けで解雇処分とした。
その後、同年9月にも市川市内で女性につきまとい行為をしたとして、市川署に逮捕されていたことが明らかとなったが、球団側は1ヶ月の謹慎処分にしたのみで公表していなかった。 
12月5日には2012年6月30日午前0時半ごろ、仙台市宮城野区にあるビルの非常階段踊り場に10代の専門学校生の女性を無理やり連れ込み、胸を触るなどのわいせつ行為をした疑いで仙台東署に再逮捕された。事件当日は中継ぎで登板していた。
2014年2月10日、千葉地方裁判所で初公判が開かれ、宮本は強姦及び強制猥褻の容疑を認め、検察は懲役5年を求刑して、即日結審した。2月24日、判決公判が開かれ、求刑通り懲役5年の実刑判決が言い渡された。同日、日本ハム球団はチーム統括本部長である吉村浩に厳重注意処分を下したことを発表した。
2019年、刑期満了。

## プレースタイル
2010年オフからサイドスローに転向した。

## 詳細情報

### 年度別投手成績
| 年 度     | 球 団     | 登 板 | 先 発 | 完 投 | 完 封 | 無 四 球 | 勝 利 | 敗 戦 | セ 丨 ブ | ホ 丨 ル ド | 勝 率 | 打 者 | 投 球 回 | 被 安 打 | 被 本 塁 打 | 与 四 球 | 敬 遠 | 与 死 球 | 奪 三 振 | 暴 投 | ボ 丨 ク | 失 点 | 自 責 点 | 防 御 率 | W H I P |
| --------- | --------- | ----- | ----- | ----- | ----- | -------- | ----- | ----- | -------- | ----------- | ----- | ----- | -------- | -------- | ----------- | -------- | ----- | -------- | -------- | ----- | -------- | ----- | -------- | -------- | ------- |
| 2008      | 日本ハム  | 9     | 0     | 0     | 0     | 0        | 0     | 0     | 0        | 0           | ----  | 40    | 8.1      | 11       | 0           | 4        | 0     | 0        | 6        | 2     | 0        | 9     | 5        | 5.40     | 1.80    |
| 2009      | 日本ハム  | 12    | 0     | 0     | 0     | 0        | 0     | 0     | 0        | 1           | ----  | 62    | 14.2     | 14       | 1           | 7        | 0     | 1        | 3        | 0     | 0        | 6     | 5        | 3.07     | 1.43    |
| 2010      | 日本ハム  | 1     | 0     | 0     | 0     | 0        | 0     | 0     | 0        | 0           | ----  | 1     | 0.0      | 1        | 0           | 0        | 0     | 0        | 0        | 0     | 0        | 0     | 0        | ----     | ----    |
| 通算：3年 | 通算：3年 | 22    | 0     | 0     | 0     | 0        | 0     | 0     | 0        | 1           | ----  | 103   | 23.0     | 26       | 1           | 11       | 0     | 1        | 9        | 2     | 0        | 15    | 10       | 3.91     | 1.57    |

### 記録
- 初登板：2008年5月1日、対千葉ロッテマリーンズ9回戦（千葉マリンスタジアム）、9回裏当初に4番手で救援登板、1/3回1失点
- 初奪三振：同上、9回裏に大松尚逸から空振り三振
- 初ホールド：2009年5月31日、対阪神タイガース2回戦（札幌ドーム）、12回表に7番手で救援登板、1/3回無失点

### 背番号
- 17 （2007年 - 2011年）
- 69 （2012年）